# Comuna Petrîliv, Tlumaci
Petrîliv (în ucraineană Петрилів) este o comună în raionul Tlumaci, regiunea Ivano-Frankivsk, Ucraina, formată din satele Dibrova, Novosilka, Petrîliv (reședința), Vilne și Zolota Lîpa.

## Demografie
Componența lingvistică a comunei Petrîliv
     Ucraineană (99,87%)
     Alte limbi (0,14%)
Conform recensământului din 2001, majoritatea populației comunei Petrîliv era vorbitoare de ucraineană (99,87%), existând în minoritate și vorbitori de alte limbi.